# Huntington Station
Huntington Station és una concentració de població designada pel cens dels Estats Units a l'estat de Nova York. Segons el cens del 2000 tenia 29.910 habitants.

## Demografia
Segons el cens del 2000, Huntington Station tenia 29.910 habitants, 9.731 habitatges, i 7.191 famílies. La densitat de població era de 2.126,8 habitants per km².
Dels 9.731 habitatges en un 36,6% hi vivien nens de menys de 18 anys, en un 54,4% hi vivien parelles casades, en un 14,3% dones solteres, i en un 26,1% no eren unitats familiars. En el 19,2% dels habitatges hi vivien persones soles el 7% de les quals corresponia a persones de 65 anys o més que vivien soles. El nombre mitjà de persones vivint en cada habitatge era de 3,06 i el nombre mitjà de persones que vivien en cada família era de 3,42.
Per edats la població es repartia de la següent manera: un 25,8% tenia menys de 18 anys, un 8,7% entre 18 i 24, un 34,6% entre 25 i 44, un 20,4% de 45 a 60 i un 10,6% 65 anys o més.
L'edat mediana era de 35 anys. Per cada 100 dones de 18 o més anys hi havia 98,8 homes.
La renda mediana per habitatge era de 61.760 $ i la renda mediana per família de 67.115 $. Els homes tenien una renda mediana de 43.349 $ mentre que les dones 32.935 $. La renda per capita de la població era de 23.689 $. Entorn del 7,9% de les famílies i l'11,2% de la població estaven per davall del llindar de pobresa.